# پیج وود، نیو ساوت ولز
پیج وود (به انگلیسی: Pagewood) یک حومه شهر در استرالیا است که در نیو ساوت ولز واقع شده‌است.